# Mark Harmon
Thomas Mark Harmon (Burbank, California; 2 de septiembre de 1951) es un actor estadounidense. Ha trabajado en series de televisión y películas desde mediados de los años 1970. Desde 2003 es el protagonista de la serie de televisión NCIS, que es transmitida por la cadena CBS.

## Biografía

### Juventud
Es hijo de la actriz Elyse Knox y del jugador de fútbol americano Tom Harmon, y tiene dos hermanas mayores, ambas casadas con hombres famosos. Estudió en la Universidad de California y, siguiendo los pasos de su padre, fue el quarterback de los UCLA Bruins entre 1972 y 1973. Trabajó como carpintero antes de tener éxito en su carrera como actor.

### Carrera
En televisión comenzó a trabajar como actor realizando un papel recurrente en la serie Ozzie's Girls (1973). Realizó otros papeles mayormente pequeños a lo largo de los años 1970, en series como Adam-12 (1968), Emergency! (1972), La mujer policía (1974), o Delvecchio (1976), así como el coprotagonista en la primera temporada de la policíaca 240-Robert (1979-1980), hasta que consiguió fama a principios de la década de 1980 cuando protagonizó la serie Flamingo Road (1980-1982), que le abrió las puertas a las producciones importantes de Hollywood. Especialmente destacan su actuación en Más fuerte que el odio (1988), película de Peter Hyams con Sean Connery y Meg Ryan como compañeros de reparto, y la coproducción de Tuareg (1984), una película basada en la novela homónima de Alberto Vázquez-Figueroa. También destacaron sus roles como el médico Robert "Bobby" Caldwell en St. Elsewhere, Mr. Freddy Shoop en Summer School, una película para adolescentes, y la película de televisión The Deliberate Stranger, por la que consiguió una nominación a los Globos de Oro como mejor actor para una película de televisión. Harmon fue nombrado hombre vivo más sexy por la revista People en 1986, en 1987 protagonizó la película de drama After the Promise (Valiosa Promesa o el Valor de la promesa) donde interpreta a Elmer Jackson.
En la década de 1990 protagonizó la serie Dudas razonables (1991), junto a Marlee Matlin. También protagonizó una película de televisión basada en la vida de John Dillinger, Dillinger (1991), y participó en la superproducción de Lawrence Kasdan, Wyatt Earp (1994).
Su carrera comenzó a decaer, destacándose solo en la película infantil Magia en el agua (1995). Sin embargo logró recuperarse cuando, en abril del  año 2003 apareció como invitado en dos episodios de la serie JAG, donde hace su presentación como Leroy Jethro Gibbs, agente del Servicio de Investigación de Crímenes de la Marina. Desde ese año, Mark Harmon representa a Gibbs en la serie NCIS, papel con el que consiguió tres nominaciones para los People's Choice Awards.
En el mismo año que comenzó su trabajo con NCIS, también participó de la película de Disney, Viernes de Locos, donde interpreta el papel de Ryan.
En octubre del año 2012, le fue entregada la estrella N.º 2482 del Paseo de la Fama de Hollywood.

## Vida personal
Harmon está casado con Pam Dawber desde el 21 de marzo de 1987. Ambos tienen dos hijos: Sean Thomas Harmon (nacido el 25 de abril de 1988), que interpretó al Gibbs joven en los episodios 4 de la sexta temporada y 16 de la séptima de NCIS, y Ty Christian Harmon (nacido el 25 de junio de 1992). Harmon fue el cuñado de Ricky Nelson y es tío de los cantantes Matthew y Gunnar Nelson —integrantes de la banda Nelson—, y la actriz Tracy Nelson.

## Filmografía (parcial)

### Películas
- Freakier Friday (2025) - Ryan.
- Justice League: Crisis on Two Earths (2010, voz) - Superman.
- Weather Girl (2009) - Dale.
- Chasing Liberty (2004) - James Foster.
- Freaky Friday (2003) - Ryan.
- And Never Let Her Go (2001) (TV)
- Fear and Loathing in Las Vegas (1998) - reportero de la revista Mint 400.
- Magic in the Water (1995) - Jack Black.
- Wyatt Earp (1994) - Sheriff Johnny Behan.
- Dillinger (1991, TV) - John Dillinger.
- The Presidio (Más fuerte que el odio, en España) (1988) - Inspector Jay Austin.
- Stealing Home (Más que un recuerdo, en España, 1988) - Billy Wyatt.
- Worth Winning (3 camas para un soltero, 1988) - Taylor Worth.
- After the Promise (1987) - Elmer Jackson.
- Summer School (1987) - Freddy Shoop.
- The Deliberate Stranger (TV)  (1986)
- Prince the Bel Air (1986, TV) - Robin Prince.
- Goliath Awaits (1981, TV) - Peter Cabot
- Eleanor and Franklin: The White House Years (1977) - Robert Dunlap.
- Tuareg (1984): Gacel Sayah "El Cazador"
- Llega un jinete Libre y salvaje (1978) Alan J. Pakula